# 中国高速磁悬浮列车
中国高速磁悬浮列车是由中車四方研製，最高時速可达600公里每小时的磁懸浮列車，首列樣車於2019年下線，系統整套列車於2021年7月在中华人民共和国山東省青島市下線。

## 沿革

### 研製
2016年10月21日，中華人民共和國科學技術部启动了国家重点研发计划先进轨道交通重点专项——时速600公里高速磁悬浮交通系统关键技术研究项目。项目获批中央财政资金3.63亿元，总投入资金超过30亿元，是“十三五”国家重点研发计划投入最大的一个重点专项。
2018年，該系统技术方案通过专家评审；2019年，试验样车下线；2020年，试验样车在上海同济大学试验线上成功试跑，完成7大类204项功能试验，安全性、稳定性等各项指标均满足设计要求。

### 下線
2021年7月20日，时速600公里的高速磁浮列车在青岛成功下线，为世界首套时速600公里速度级的高速磁浮交通系统。

## 應用

### 計劃中的磁悬浮线路
- 京港澳高速磁浮[4]
- 沪深广高速磁浮[4]
- 成渝磁悬浮[4]
- 沪杭甬磁悬浮
- 合芜磁悬浮[5]

## 資料來源
1. ↑  言嘉庸. . 當代中國. 2023-04-23  [2024-05-30]. （原始内容存档于2024-05-30）.
2. 1 2  矫阳; 刘莉. . 科技日报. 2022-04-07  [2024-05-30]. （原始内容存档于2024-05-30）.
3. ↑  王凯. . 新華社. 2021-07-20  [2024-05-30]. （原始内容存档于2024-05-30）.
4. 1 2 3  許祺安. . 香港01. 2024-05-22  [2024-05-30].
5. ↑  郭安妮. . 芜湖市新聞網 (芜湖市自然资源和规划局). 2024-05-28  [2024-05-30]. （原始内容存档于2024-05-30）.
6. ↑  托比·文（Toby Mann）; 米可·李（Michael Li ）. . 澳洲廣播公司. 2024-04-18  [2024-05-30]. （原始内容存档于2024-05-03）.